# Neoglazialer Alseksee

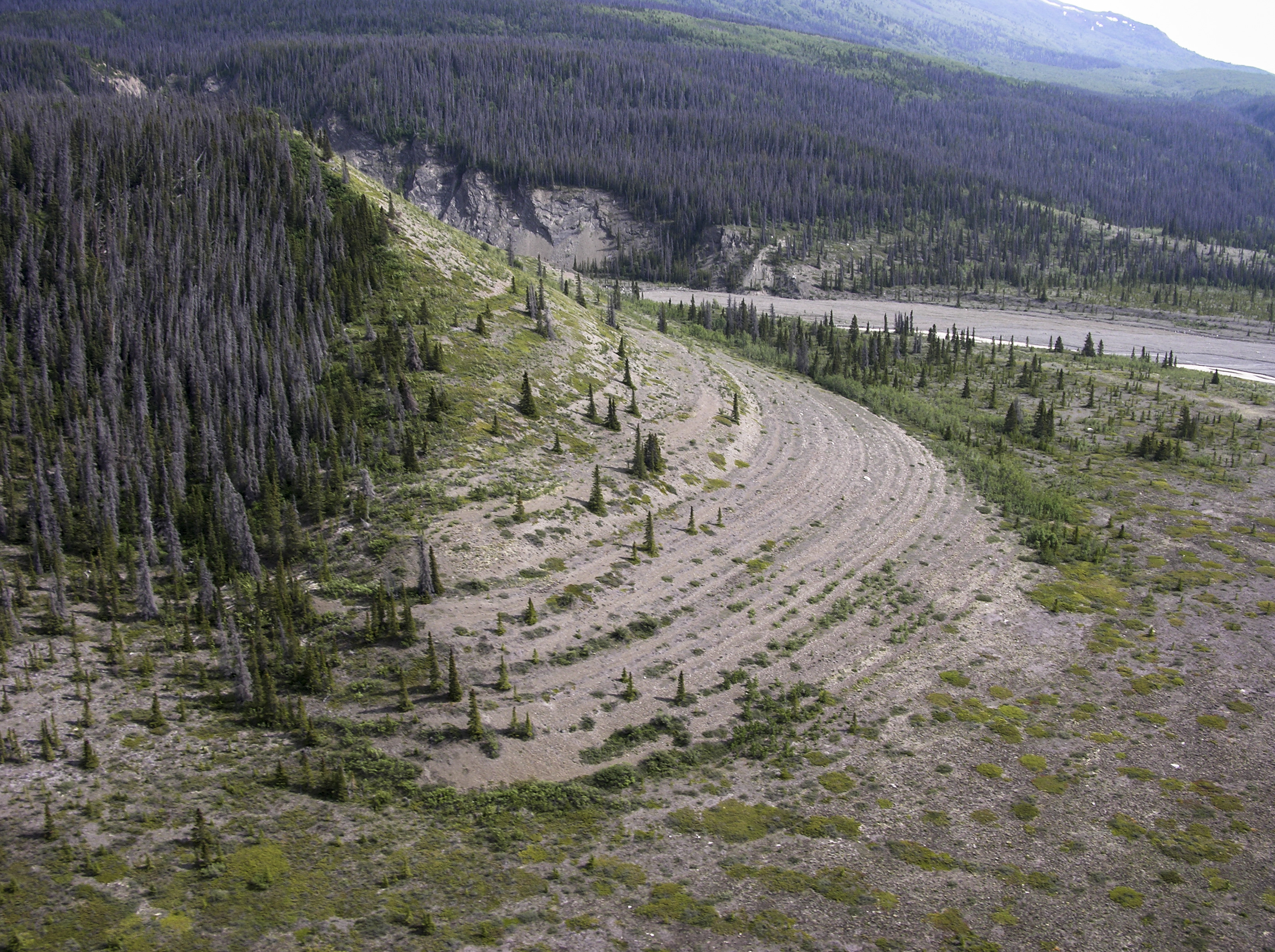
Der Wellenschlag des ehemaligen Sees formte treppenförmige Absätze

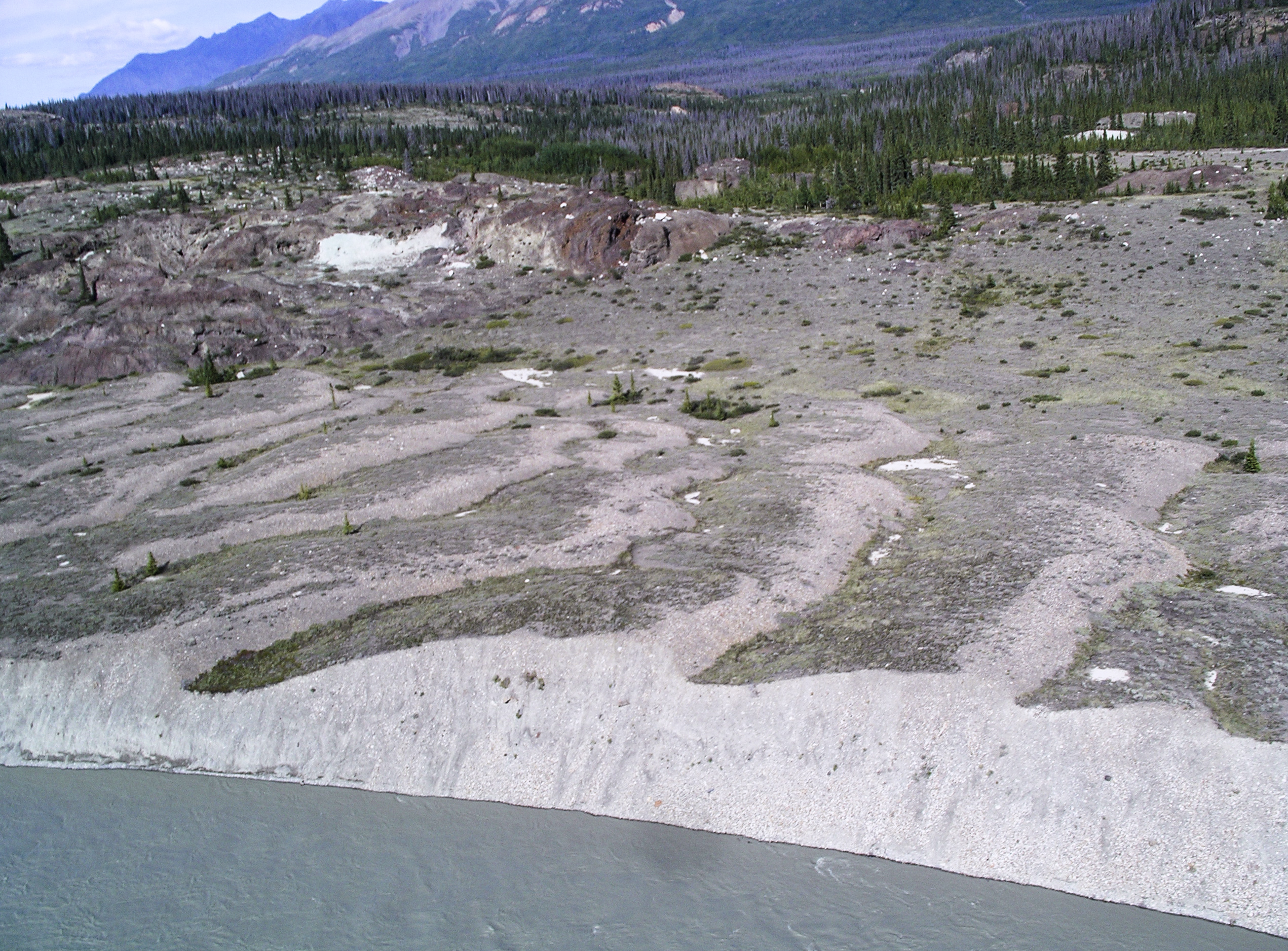
Der Alsek gräbt sich in den Grund des ehemaligen Sees

Der Neoglaziale Alseksee entstand zuletzt in der Kleinen Eiszeit mehrmals aus dem Lowell Lake.
Der Lowell-Gletscher, ein 70 Kilometer langer Eisstrom in den St. Elias Mountains im kanadischen Yukon-Territorium, bildete eine Talsperre, durch die der Alsek River aufgestaut wurde.
Plötzliche Brüche dieses Gletscher-Dammes in den Jahren 1725 und 1852 lösten riesige Flutwellen aus. Die Wasserwand, durchsetzt mit Geröll und Eis, schoss talabwärts und riss alles mit sich, 200 km weit bis in den Pazifik. Die im unteren Alsek-Tal und in der Dry Bay lebenden Tlingit-Indianer und ihre Kultur wurden weitgehend ausgelöscht.

## Überlieferter Augenzeugenbericht
Emma Ellis erzählt die Geschichte ihrer Großmutter, Augenzeugin im Jahre 1852, damals zehn Jahre alt:

“There was a flood all over. It was because my father’s people (TlukwaxAdi) made fun of a seagull. They threw it in the fire. It was a young one and couldn’t fly. They threw it in again. All its feathers burned off. They laughed at it. And then a great flood came. And there was no place to be safe. That glacier broke that used to go across the Alsek. The people tied their canoes to the ‘Whale’s fin.’ That island at the mouth of Dry Bay, GAltcinuwu, used to be a whale, and the people tied their canoes to the part sticking up. But some of the young people untied their canoes too soon. A great wave came along, turned over the boats, and the young people were all flooded in the ocean. Only the old people were saved. It was when my father’s mo ther was a little girl at Tinx kayani when it happened. When she’d grown up my grandma called her sons by all her uncles’ names. Her uncles got drowned that time. When she talked about it, my grandma always cried. They lose lots of people that time.”

„Die Flut war überall. Alles, weil die Altersgenossen meines Vaters (TlukwaxAdi) mit einer Seemöwe spielten. Sie warfen sie ins Feuer, es war eine junge, die noch nicht fliegen konnte. Sie warfen sie immer wieder hinein, versengten all ihre Federn. Es war ein Scherz für sie. Daraufhin kam die große Flut. Kein Platz war mehr sicher. Der Gletscher, der den Alsek staute war geborsten. Die Menschen brachten sich und ihre Kanus bei der ‚Walflosse‘ in Sicherheit, einer Insel am Ausgang der Dry Bay, GAltcinuwu, wo sie sich sonst vergnügten, zu einer Stelle die höher lag. Doch die Jungen banden ihre Kanus zu früh los. Eine große Welle kam daher, schwappte über die Boote, und alle jungen Leute wurden aufs offene Meer hinausgespült. Nur die Alten waren gerettet. Es war, als die Mutter meines Vaters ein kleines Mädchen war, in Tinx kayani, da geschah es. Als meine Großmutter älter wurde benannte sie all ihre Söhne nach deren Onkel, die alle schon tot waren. Davon zu erzählen brachte meine Oma immer zum Weinen. Damals verloren sie viele, viele Bürger.“

## Topographie

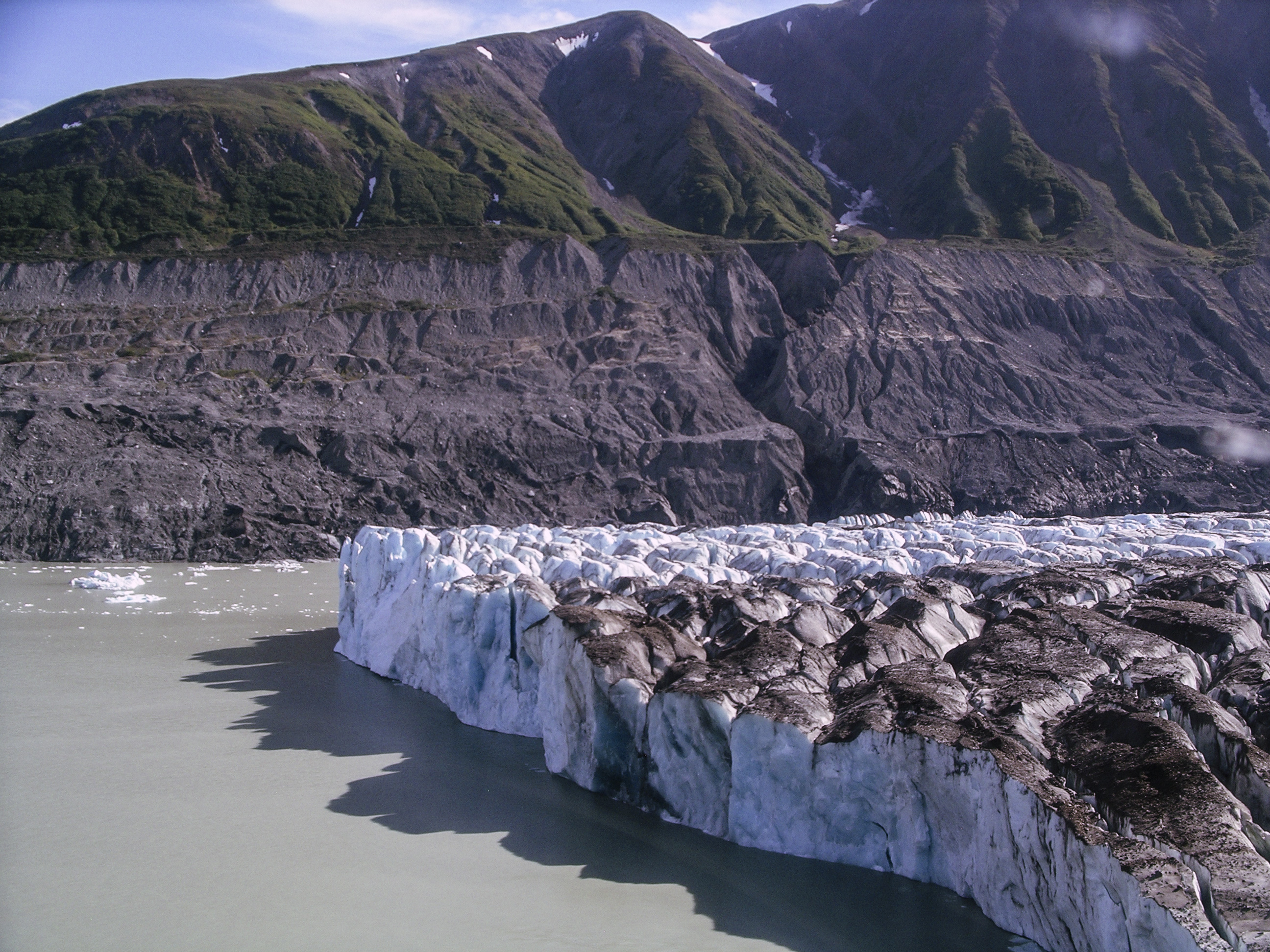
Der Lowell-Gletscher heute

Der mächtige Lowell-Gletscher kommt von Westen, aus dem größten außerpolaren Gletschergebiet der Erde, und endet heutzutage kurz bevor er auf die östlich aufragende Steilflanke des Goatheard Mountain trifft. Zwischen der mehrere Kilometer breiten Gletscherzunge und dem Berg bildet sich ein Gletscherrandsee, in den der Lowell-Gletscher kalbt. Im Norden wird ein rund 15.000 Quadratkilometer großes Gebiet vom Alsek River entwässert, bevor er in diesen kleinen See fließt, um ihn im Süden wieder zu verlassen und 200 km weiter in den Pazifik zu strömen.

## Geschichte

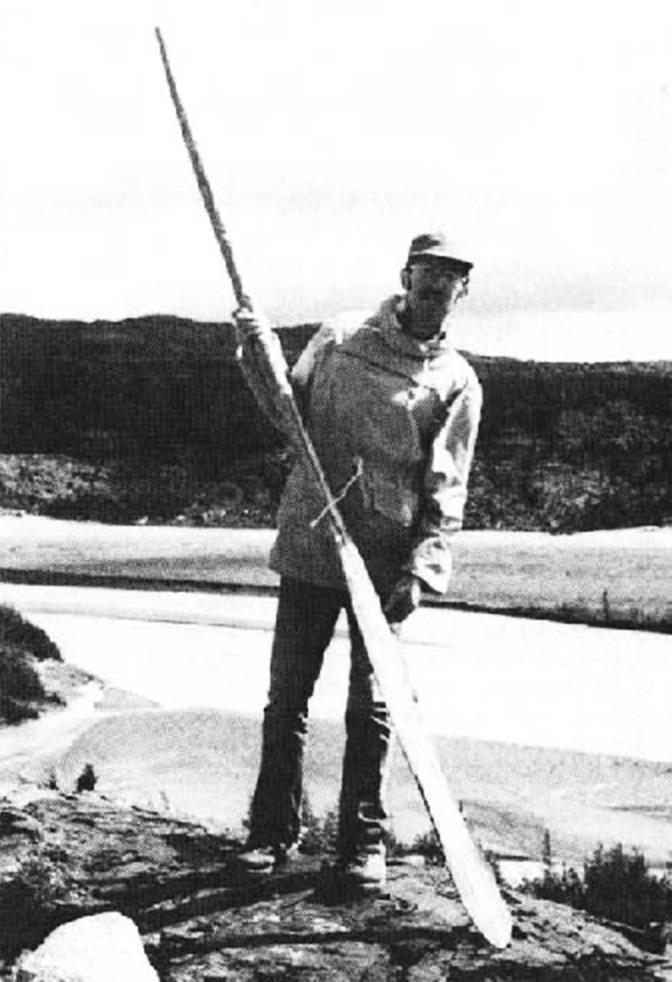
In einer Schwemmholzablagerung wurde ein 150 Jahre altes Paddel gefunden

In den Kaltperioden der Kleinen Eiszeit nahm der Gletscher an Masse zu, schob seine Zunge gegen den steilen Berg und staute den ankommenden Fluss auf. Wie wissenschaftliche Untersuchungen ergaben, ereignete sich dieses Szenario im Laufe der letzten 3000 Jahre mindestens fünfmal, zuletzt vor dem Jahre 1852. Der Neoglaziale Stausee erreichte eine Ausdehnung von über 100 km nach Norden und eine Tiefe von bis zu 200 Meter.
Beweise finden sich sowohl für die Flutwelle entlang des Alsek-Unterlaufs, als auch am Oberlauf für den Stausee. Treppenförmige Absätze – verursacht durch den Wellenschlag des Sees, Treibholz-Bänke entlang der ehemaligen Uferlinien – datierbar mit der C14-Methode, Sanddünen aus den Sedimentablagerungen am damaligen Seegrund und Findlinge, die vom Gletscher transportiert wurden. Clague und Rampton fanden 1981 bei ihren Feldforschungen das 2 Meter lange, abgebrochene Stück eines geschnitzten Paddels hoch über dem Alsek.

## Aktuelle Situation

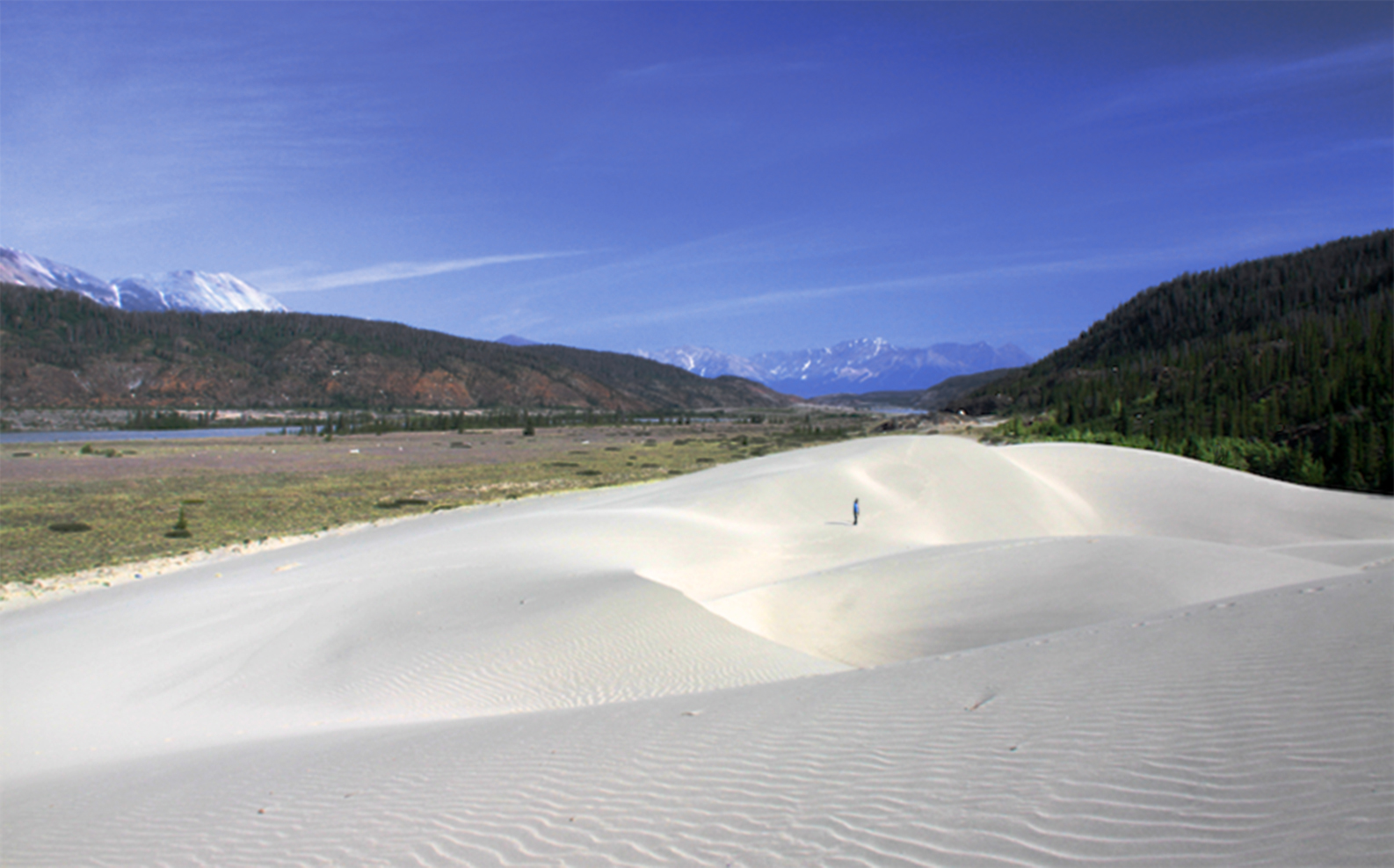
Sanddünen, die Reste des eiszeitlichen Sees, im heutigen Alsek Valley

Veränderungen der hydrologischen Verhältnisse an der Gletschersohle – möglicherweise eine Folge der Erderwärmung – führen neuerdings immer wieder zu galoppierenden Gletschern, einer plötzlichen Zunahme der Fließgeschwindigkeit. Die Folge ist ein rasches Vorstoßen der Gletscherzunge, was ebenfalls eine Stauseebildung verursachen könnte. Die Gletscheraktivität erfolgt  alle 10 bis 20 Jahre, in immer kürzer werdenden Intervallen. Die letzte kritische Situation war 2009, woraufhin vom Yukon Geological Survey eine Messstation, eine Zeitraffer-Kamera und eine Webcam installiert wurden, die eine permanente Überwachung und Dokumentation ermöglichen, obwohl das Gebiet weithin unbewohnt ist. Fünfzig Kilometer flussabwärts, am Turnback Canyon, ließ ein zweiter Gletscher, der Tweedsmuir, dem Alsek River 2009 nur mehr einen schmalen Spalt.